# Ramon Alfonseda
Ramon Alfonseda Pous, né le 4 mars 1948 à Granollers (Catalogne, Espagne), est un footballeur espagnol qui évoluait au poste d'attaquant.

## Biographie

### Clubs
Après s'être formé dans les catégories inférieures du club, Ramon Alfonseda joue 117 matchs (dont 98 en championnat) et marque 27 buts avec le FC Barcelone entre 1969 et 1973.
En 1971, Alfonseda joue au stade Santiago Bernabéu de Madrid la finale de la Coupe d'Espagne face à Valence CF et marque dans les prolongations le but qui donne la victoire au FC Barcelone (4 à 3).
En 1973, il est recruté par l'Elche CF. En 1976, il signe avec Levante UD. Il met un terme à sa carrière de joueur en 1977.
Depuis 2003, Ramon Alfonseda préside l'Agrupación de Veteranos del Barça (association qui s'occupe des joueurs retraités du Barça).

### Équipe nationale
Ramon Alfonseda joue avec l'équipe d'Espagne des moins de 23 ans et participe aux Jeux olympiques d'été de 1968. Lors du tournoi olympique, il joue un match contre le Japon.